# أيتوصور
الأيتوصور أو الزاحفة النسرية (الاسم العلمي:†Aetosaurus) هو جنس منقرض من الزواحف الأركوصورية ينتمي إلى رتبة الأيتوصوريات. ويعتبر هذا الجنس عموماً الأكثر بدائيةً من بين الأيتوصوريات.

## الأنواع
هناك ثلاثة أنواع معترف بها حالياً:
- أيتوصور حديدي، نوع الأنواع من ألمانيا وإيطاليا
- أيتوصور سمين الذيل من ألمانيا
- أيتوصور متقوس من شرق أمريكا الشمالية

تم العثور على عينات إضافية تشير إلى أيتوصور من جنوب أفريقيا ومجموعة شينل من جنوب غرب الولايات المتحدة الأمريكية ومن تشكيل فليمينغ فورد في غرينلاند. عينات الأيتوصور تحدث في طبقات النوري.